# Süddeutsche Zeitung

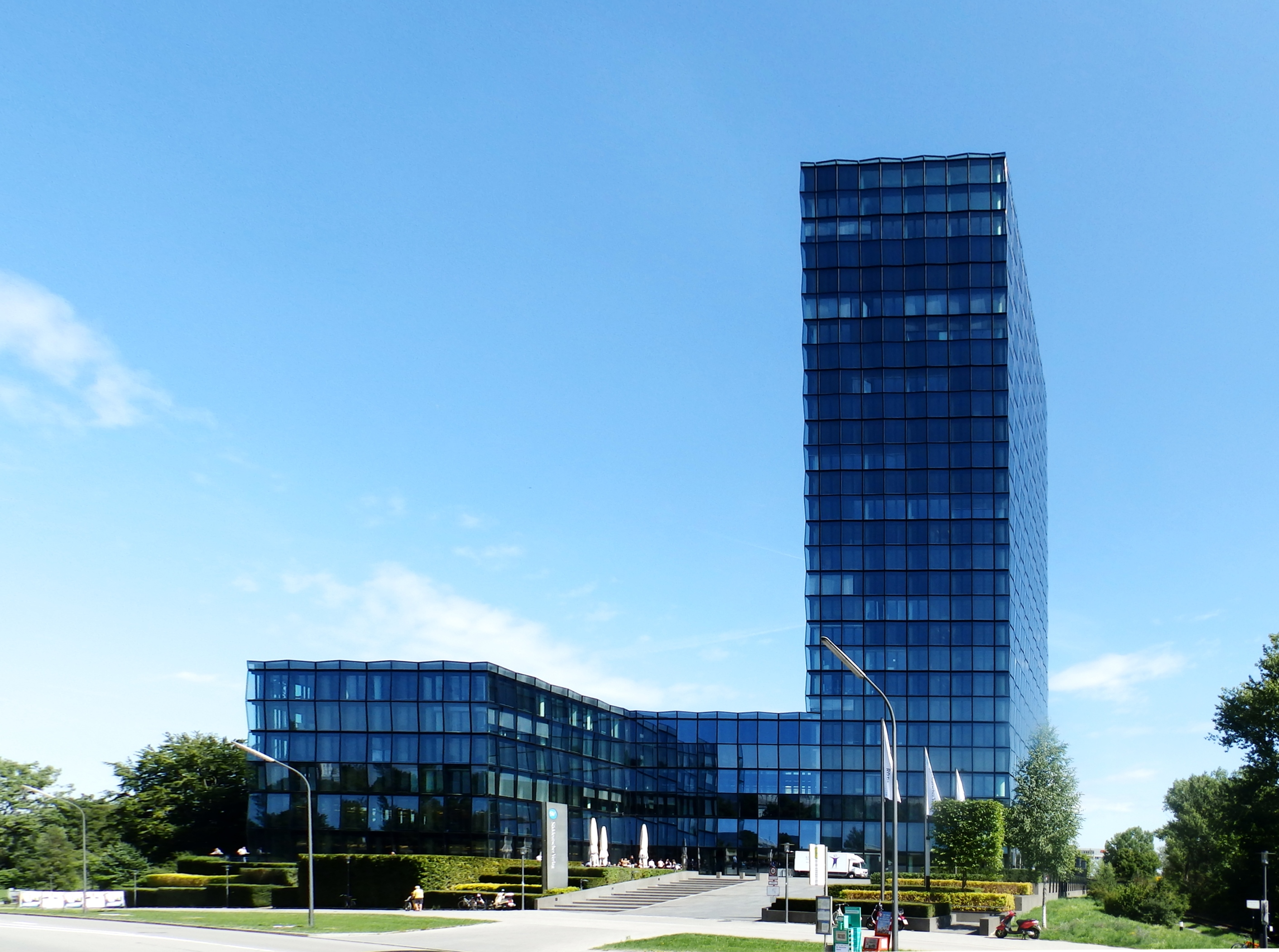
Süddeutsche Zeitungs redaktion.

Süddeutsche Zeitung (SZ) är den största överregionala dagstidningen i Tyskland, grundad 1945. Tidningen hade huvudkontor i centrum av München på Sendlinger Straße 8 fram till 2008, men har sedan flyttat ut till ett nybygge i Zamdorf i östra München (se bild).
Süddeutsche Zeitung är uppdelad i följande delar (Stadt-Ausgabe)
- Hauptteil - Huvuddel med artiklar om politik
- Feuilleton - Kultursidor
- Wirtschaft - Ekonomi
- Sport - Sport
- Bayern - Lokalnyheter för Bayern
- München - Lokalnyheter för München

En bilaga medföljer även tidningen
- Måndag - New York Times
- Tisdag - SZ Fernsehen
- Torsdag - Reiseteil
- Fredag - SZ-Magazin
- Lördag/Söndag - SZ-Wochenende

Politiskt betecknar sig tidningen som liberal och social, och intar ofta en position något till vänster om mitten i tysk politik på ledarplats.
Münchner Neueste Nachrichten föregick Süddeutsche Zeitung.